# Geophagus
Genre
Geophagus est un genre de poissons de la famille des Cichlidae.

## Liste des espèces
- Geophagus abalios - López-Fernández et Taphorn, 2004
- Geophagus argyrostictus - Kullander, 1991
- Geophagus brachybranchus - Kullander et Nijssen, 1989
- Geophagus brasiliensis - (Quoy et Gaimard, 1824)
- Geophagus brokopondo - Kullander et Nijssen, 1989
- Geophagus camopiensis - Pellegrin, 1903
- Geophagus crassilabris - Steindachner, 1876
- Geophagus dicrozoster - López-Fernández et Taphorn, 2004
- Geophagus grammepareius - Kullander et Taphorn in Kullander, Royero et Taphorn, 1992
- Geophagus harreri - Gosse, 1976
- Geophagus iporangensis - Haseman, 1911
- Geophagus itapicuruensis - Haseman, 1911
- Geophagus megasema - Heckel, 1840
- Geophagus obscurus - (Castelnau, 1855)
- Geophagus pellegrini - Regan, 1912
- Geophagus proximus - (Castelnau, 1855)
- Geophagus steindachneri - Eigenmann et Hildebrand in Eigenmann, 1922
- Geophagus surinamensis - (Bloch, 1791)
- Geophagus taeniopareius - Kullander et Royero in Kullander, Royero et Taphorn, 1992
- Geophagus winemilleri - López-Fernández et Taphorn, 2004